# Туздыбастау
Туздыбаста́у (каз. Тұздыбастау, до 199? г. — Калинино) — село в Талгарском районе Алматинской области Казахстана. Административный центр и единственный населённый пункт Туздыбастауского сельского округа. Главная улица «улица имени Жылкыбая», а также единственная улица, в которой есть светофор в этом населённом пункте. Находится примерно в 14 км к западу от города Талгар. Код КАТО — 196245100.

## Административное деление
В состав села Туздыбастау входит три дачных массива;  «Самал» ; «Самал-2» ; дачный массив без названия.

## Население
В 2021 году население села согласно данным переписи населения составляло 21693 человека (10774 мужчины и 10919 женщин)
Примечания https://stat.gov.kz/ru/national/2021/